# Anoplodesmus anthracinus
Anoplodesmus anthracinus är en mångfotingart som beskrevs av Pocock 1895. Anoplodesmus anthracinus ingår i släktet Anoplodesmus och familjen orangeridubbelfotingar. Inga underarter finns listade i Catalogue of Life.